# Aplousina gymnocystica
Aplousina gymnocystica är en mossdjursart som beskrevs av Moyano 1983. Aplousina gymnocystica ingår i släktet Aplousina och familjen Calloporidae. Inga underarter finns listade i Catalogue of Life.